# Таксандрия
Таксандрия (лат. Taxandria) — эндемичный для Западной Австралии род вечнозелёных цветковых растений семейства Миртовые. Выделен в 2007 году из рода Агонис.

## Ботаническое описание
Большинство видов высокие кустарники, но Taxandria juniperina вырастает до размеров дерева (до 27 м), а Taxandria linearifolia может расти как небольшое деревце (до 5 м в высоту).
Цветки белые, реже розовые, 5-мерные, сидячие, собраны в пазушные, более или менее шаровидные соцветия. Тычинок 10, по одной напротив каждого чашелистика и лепестка. Завязь нижняя, 3-гнёздная; столбик короткий, в ямке; рыльце от головчатого до щитковидного. Плоды сухие, деревянистые, локулицидно раскрывающиеся. Семена обычно по одному в гнезде, от узкоэллиптических до обратнояйцевидных, сжатые; зародыш прямой или слегка изогнутый.

## Систематика

### Таксономическое положение
Род Таксандрия относится к отделу покрытосеменных растений, классу двудольных, порядку миртоцветных, семейству миртовых.
|  |                            |  |                   |                                       |                                 |  | ещё 58 порядков (согласно системе APG III) | ещё 58 порядков (согласно системе APG III) |                                           |  |  |  | ещё 143 рода (согласно The Plant List) |
|  |                            |  |                   |                                       |                                 |  | ещё 58 порядков (согласно системе APG III) | ещё 58 порядков (согласно системе APG III) |                                           |  |  |  | ещё 143 рода (согласно The Plant List) |
|  |                            |  |                   | отдел Покрытосеменные (Magnoliophyta) |                                 |  |                                            |                                            | семейство Миртовые (Myrtaceae)            |  |  |  |                                        |
|  |                            |  |                   | отдел Покрытосеменные (Magnoliophyta) |                                 |  |                                            |                                            | семейство Миртовые (Myrtaceae)            |  |  |  |                                        |
|  | царство Растения (Plantae) |  |                   |                                       | порядок Миртоцветные (Myrtales) |  |                                            |                                            | род Таксандрия (Taxandria)                |  |  |  |                                        |
|  | царство Растения (Plantae) |  |                   |                                       | порядок Миртоцветные (Myrtales) |  |                                            |                                            |                                           |  |  |  |                                        |
|  |                            |  | ещё 13—16 отделов | ещё 13—16 отделов                     |                                 |  |                                            | ещё 8 семейств (согласно системе APG III)  | ещё 8 семейств (согласно системе APG III) |  |  |  |                                        |
|  |                            |  |                   | ещё 13—16 отделов                     |                                 |  |                                            |                                            | ещё 8 семейств (согласно системе APG III) |  |  |  |                                        |

### Виды
По информации базы данных The Plant List, род включает 11 видов:
- Taxandria angustifolia (Schauer) J.R.Wheeler & N.G.Marchant
- Taxandria callistachys J.R.Wheeler & N.G.Marchant
- Taxandria conspicua (Schauer) J.R.Wheeler & N.G.Marchant
- Taxandria floribunda (Turcz.) J.R.Wheeler & N.G.Marchant
- Taxandria fragrans (J.R.Wheeler & N.G.Marchant) J.R.Wheeler & N.G.Marchant
- Taxandria inundata J.R.Wheeler & N.G.Marchant
- Taxandria juniperina (Schauer) J.R.Wheeler & N.G.Marchant
- Taxandria linearifolia (DC.) J.R.Wheeler & N.G.Marchant
- Taxandria marginata (Labill.) J.R.Wheeler & N.G.Marchant
- Taxandria parviceps (Schauer) J.R.Wheeler & N.G.Marchant
- Taxandria spathulata (Schauer) J.R.Wheeler & N.G.Marchant